# Frederick Browning
Sir Frederick Arthur Montague Browning GCVO, KBE, CB, DSO (20. december 1896 – 14. marts 1965) var en britisk officer, olympiadedeltager og general under 2. verdenskrig. Hans mest berømte opgave var som næstkommanderende i 1. Luftbårne allierede Armé under Operation Market Garden. Han havde kælenavnet "Boy" Browning. Han var også gift med forfatteren Daphne du Maurier.

## Første Verdenskrig
Hans militære karriere begyndte i 1. Verdenskrig, hvor han mødte Winston Churchill, som mange år senere satte ham i spidsen for den britiske 1. luftbårne division under 2. Verdenskrig. 

## Mellemkrigsårene
Han blev kaptajn i 1920 og major i 1928. 
Han fungerede en overgang som adjudant på Royal Military College, Sandhurst, hvor han var førsteadjudant under "Sovereign's Parade of 1926". Han red sin hest "The Vicar" op ad trapperne ved Old College og sad af ved den store indgang. Der er ingen tilfredsstillende forklaring på hvorfor han gjorde det, men det er en tradition, som har holdt sig til i dag. (Der er etableret en rampe, så hesten kan komme ned, da heste ikke kan gå ned af trapper).
Ved Vinter-OL 1928 i St. Moritz i Schweiz var han medlem af det britiske bobslæde mandskab. Hans hold Great Britain II sluttede som nr. 10. 
Browning blev forfremmet til oberstløjtnant i 1935, hvor han blev leder af 2. bataljon i Grenadier Guards. Han beholdt denne stilling indtil omkring udbruddet af 2. verdenskrig, hvor han blev leder af Small Arms School som brigadegeneral.

## 2. Verdenskrig
I 1940 fik han kommandoen over 24. britiske gardeinfanteribrigade. I 1941 udpegede Winston Churchill, som i mellemtiden var blevet premierminister Browning til leder af 1. britiske luftbårne division. Han beholdt denne stilling under enhedens indsats i Nordafrika. Efter at have afgivet kommandoen over divisionen den 6. maj 1943 blev han forfremmet til generalløjtnant i december samme år og tildelt til det luftbårne hovedkvarter i Storbritannien. Den 6. april 1944 blev han leder af 1. britiske luftbårne korps. Korpset blev en del af 1. allierede luftbårne armé, som var under kommando af den amerikanske generalløjtnant Lewis H Brereton, da den blev oprettet i august 1944. Samtidig med at han beholdt kommandoen over det britiske luftbårne korps blev Browning også vicechef for arméen 
1. luftbårne korps ledede de luftbårne styrker, der blev indsat i Operation Market Garden. Browning landede med et taktisk hovedkvarter ved Nijmegen men fandt det vanskeligt at lede tropperne på grund af kommunikationsnedbrug og den geografiske adskillelse. Hans bruge af 36 fly til at flytte sit korpshovedkvarter sammen med den første angrebsbølge har været genstand for kritik. Antallet af kamptropper i første bølge var allerede begrænset på grund af beslutningen om ikke at udføre to nedkastninger den første dag. Den amerikanske general James M. Gavin, som ledede den 82. amerikanske luftbårne division var også stærkt kritisk overfor Browning, og skrev den 6. september 1944 i sin dagbog, at han "utvivlsomt mangler den respekt, indflydelse og dømmekraft, som kommer af at have været en rigtig faldskærmssoldat ... hans stab var overfladisk ... hvorfor de britiske enheder fjumrer omkring ... bliver mere og mere klart. Deres chefer mangler knowhow, de kommer aldrig ned i skidtet og lærer på den hårde måde."
Efter slaget førte Brownings kritiske vurdering af de polske styrkers indsats til fjernelse af den polske brigadegeneral Stanisław Sosabowski som leder af den 1. uafhængige polske faldskærmsbrigade. Blandt højtstående britiske officerer anses det nu for at have været en uberettiget udpegning af en syndebuk. I 2006 tildelte hollænderne Sosabowski en "Bronzen Leeuw" og den 1. uafhængige polske faldskærmsbrigade "Militaire Willems-Orde", den ældste og højeste militære orden i Holland. 
I filmen Broen ved Arnhem ,som var baseret på hændelserne i Operation Market Garden, blev Browning spillet af Dirk Bogarde.
Selv om feltmarskal Montgomery ikke gav Browning skylden for at Operation Market Garden mislykkedes, fik han ingen yderligere forfremmelser. Han blev efterfølgende stabschef for Lord Mountbatten, den øverstkommanderende for tropperne i Sydøstasien. Hans forgænger på den post, generalløjtnant Pownall, beskrev syrligt Browning som "temmelig nervøs og højspændt". Browning blev i Sydøstasien indtil krigens slutning.

## Tiden efter krigen
Hans sidste militære opgave var som militær sekretær for krigsministeren, 1946-1948. Fra 1948 til 1952 var han controller og ansvarlig for økonomien for Princess Elizabeth Duchess of Edinburgh (senere dronning Elizabeth 2.), og fra 1952 til 1959 var han økonomiansvarlig for Prins Philip, hertug af Edinburgh. 
Fra 1944 til 1962 var han kommandør i Royal Fowey Yacht Club, og blev efterfølgende valgt til dens første admiral. 
Browning giftede sig i 1932 med forfatteren Daphne du Maurier, og hans kone blev først Mrs Browning og derpå Lady Browning, da hendes mand blev slået til ridder i 1946. En af deres døtre giftede sig med David Bernard Montgomery, feltmarskal Montgomerys søn.
Browning modtog DSO i 1917, og blev tildelt en CB i 1943. Han blev KBE i 1946. I 1953 blev han KCVO og blev GCVO i 1959.

## Tiltaleform og hæderstitler
- Mr Frederick Browning (1896-1917)
- Mr Frederick Browning DSO (1917-1943)
- Mr Frederick Browning CB DSO (1943-1946)
- Sir Frederick Browning KBE CB DSO (1946-1953)
- Sir Frederick Browning KCVO KBE CB DSO (1953-1959)
- Sir Frederick Browning GCVO KBE CB DSO (1959-1965)

## Eksterne kilder
- pegasusarchive.org
- WW2 orders of battle Arkiveret 11. juni 2009 hos  Wayback Machine
- Olympic profile Arkiveret 9. juni 2009 hos  Wayback Machine